# 葉洛沃區
56°55′05″N 54°56′49″E / 56.918°N 54.947°E
葉洛沃區（俄语：Еловский район），是俄羅斯的一個區，位於該國中西部，由彼爾姆邊疆區負責管轄，始建於1924年1月15日，面積1,449平方公里，2010年人口10,743，人口密度每平方公里7.41人。